# Sos Barracuda
 (mars 2025).
Si vous disposez d'ouvrages ou d'articles de référence ou si vous connaissez des sites web de qualité traitant du thème abordé ici, merci de compléter l'article en donnant les références utiles à sa vérifiabilité et en les liant à la section « Notes et références ».
Sos Barracuda ou S.O.S. Barracuda est une série télévisée en coproduction allemande/espagnole en un pilote de 90 minutes et 7 épisodes de 90 minutes, créée en 1997 et diffusée en Allemagne entre le 16 février 1997 et le 20 mars 2002 sur RTL Television et En France, la série est diffusée sur TF1.

## Synopsis
Cette série met en scène une équipe de la Police Maritime qui assure la sécurité de l'Ile de Majorque par bateau. L'équipe de SOS Barracuda enquête sur des trafiquants de drogue, soupçonnés de tester une nouvelle substance sur les touristes en villégiature aux Baléares.

## Distribution
Les acteurs principaux de la série sont :
- Nick Wilder (de) : Capitaine Jan Fermann (1997-2002) (épisodes 1 à 8)
- Wolfgang Krewe : Inspecteur Hendrik Krüger (1997-1999) (épisodes 1 et 2)
- Philipp Moog : Inspecteur Sven Witte (1997-1999) (épisodes 1 et 2)
- Chrissy Schulz (de) : Inspecteur Lisa Beuys (1997-1999) (épisodes 1 et 2)
- Nadja abd el Farrag : Inspecteur Eva Stein (2001-2002) (épisodes 3 à 6)
- Olivier Bootz : Inspecteur Mark Hinrichs (2001-2002) (épisodes 3 à 6)
- Sandra Keller (en) : Inspecteur Tina Schönborn (2001-2002) (épisodes 3 à 6)
- Peter Gavajda (de) : Commissaire Principal Gabriel Crespo (2001-2002) (épisodes 3 à 8)
- Stephanie Japp (de) : Inspecteur Katrin Herzog (2002) (épisodes 7 et 8)

## Épisodes

### Première saison (1997)
1. Braquage en Haute Mer

### Deuxième saison (1999)
1. S.O.S. Barracuda 2

### Troisième saison (2001)
1. Disparitions Suspectes (Titre original : Der Mädchenjäger)
2. Vengeance sous le Soleil (Titre original : Der Hai von Mallorca)

### Quatrième saison (2002)
1. Les Larmes de Cléopâtre (Titre original : Die Tränen der Kleopatra)
2. Pêche en eaux troubles (Titre original : Terror im Paradies)
3. Racket à Palma (Titre original : Liebesgrüsse aus Palma)
4. Rendez-vous avec le caméléon ! (Titre original : Auftrag : Mord